# Héctor Rodríguez Peña
Héctor Ignacio Rodríguez Peña (ur. 22 października 1968 w Montevideo) – piłkarz urugwajski grający podczas kariery na pozycji obrońcy.